# Daniel Miguel Alves Gomes
Daniel Miguel Alves Gomes, noto come Danny (Caracas, 7 agosto 1983), è un ex calciatore portoghese, di ruolo centrocampista.

## Carriera

### Club
Nato, cresciuto e formato in Venezuela, Danny cresce calcisticamente nelle giovanili del Club Sportivo Marítimo, dove debutta nel 2000 a 17 anni. Nel 2002 viene notato e prelevato dallo Sporting Lisbona, che lo manda in prestito alla sua società d'origine per fargli fare esperienza. Nel 2005 la carriera di Danny subisce una svolta quando la Dinamo Mosca lo acquista. Nel giro di tre anni Danny segna 15 reti in 84 partite, diventando uno dei giocatori più seguiti del campionato russo di calcio.
Nell'agosto del 2008 viene acquistato dai vincitori della Coppa UEFA 2007-2008, lo Zenit San Pietroburgo, per ben 30 milioni di euro, diventando il trasferimento più oneroso nella storia del calcio russo. Vince la Supercoppa Europea, segnando il 2-0 al Manchester United, il 29 agosto 2008, partendo dalla metà campo, allargandosi sulla sinistra per poi accentrarsi e superare van der Sar. Da lì in poi è diventato un simbolo (indossa la maglia nº10) ed un giocatore fondamentale per la sua squadra.
Inoltre, ha vinto il campionato russo nel 2010. Il 15 giugno 2011 rinnova il proprio contratto fino al 2015.

### Nazionale
Dopo aver giocato nelle selezioni portoghesi dell'Under-19 e dell'Under-20, è diventato un giocatore dell'Under-21, disputando sia l'Europeo 2004 (in cui il Portogallo U21 si classificò terzo) sia le successive Olimpiadi di Atene.
Danny ha debuttato il 20 agosto 2008 con la nazionale maggiore giocando in amichevole contro le Fær Øer, entrando nella ripresa al posto di Deco. Mise a segno la sua prima rete in nazionale il 19 novembre 2008, nell'amichevole contro il Brasile, siglando il temporaneo 1-0. In seguito è stato convocato per i mondiali 2010, in cui ha disputato tre incontri.

## Statistiche

### Presenze e reti nei club
Statistiche aggiornate al termine della carriera da calciatore.
| Stagione                | Squadra                 | Campionato              | Campionato | Campionato | Coppe nazionali | Coppe nazionali | Coppe nazionali | Coppe continentali | Coppe continentali | Coppe continentali | Altre coppe | Altre coppe | Altre coppe | Totale | Totale |
| Stagione                | Squadra                 | Comp                    | Pres       | Reti       | Comp            | Pres            | Reti            | Comp               | Pres               | Reti               | Comp        | Pres        | Reti        | Pres   | Reti   |
| ----------------------- | ----------------------- | ----------------------- | ---------- | ---------- | --------------- | --------------- | --------------- | ------------------ | ------------------ | ------------------ | ----------- | ----------- | ----------- | ------ | ------ |
| 2000-2001               | Marítimo B              | SDB                     | 6          | 1          | CP              | 0               | 0               | -                  | -                  | -                  | -           | -           | -           | 6      | 1      |
| 2000-2001               | Marítimo B              | SDB                     | 9          | 0          |                 | -               | -               | -                  | -                  | -                  | -           | -           | -           | 9      | 0      |
| 2001-2002               | Marítimo                | PL                      | 20         | 5          | CP              | 2               | 0               | -                  | -                  | -                  | -           | -           | -           | 22     | 5      |
| lug.-dic. 2002          | Sporting Lisbona B      | SDB                     | 7          | 0          | CP              | 0               | 0               |                    | -                  | -                  | -           | -           | -           | 7      | 0      |
| lug.-dic. 2002          | Sporting Lisbona        | PL                      | 1          | 0          | CP              | 2               | 1               | UCL+CU             | 1+1                | 0+0                | SCO         | 1           | 0           | 6      | 1      |
| gen.-giu. 2003          | Marítimo B              | SDB                     | 4          | 0          |                 | -               | -               | -                  | -                  | -                  | -           | -           | -           | 4      | 0      |
| gen.-giu. 2003          | Marítimo                | PL                      | 15         | 0          | CP              | 0               | 0               | -                  | -                  | -                  | -           | -           | -           | 15     | 0      |
| 2003-2004               | Marítimo                | PL                      | 29         | 1          | CP              | 2               | 2               | -                  | -                  | -                  | -           | -           | -           | 31     | 3      |
| 2003-2004               | Marítimo B              | SDB                     | 1          | 0          |                 | -               | -               | -                  | -                  | -                  | -           | -           | -           | 1      | 0      |
| Totale Marítimo B       | Totale Marítimo B       | Totale Marítimo B       | 20         | 0          |                 | -               | -               |                    | -                  | -                  |             | -           | -           | 20     | 0      |
| 2004- gen. 2005         | Sporting Lisbona        | PL                      | 9          | 0          | CP              | 2               | 0               | CU                 | 3                  | 0                  | -           | -           | -           | 14     | 0      |
| Totale Sporting Lisbona | Totale Sporting Lisbona | Totale Sporting Lisbona | 10         | 0          |                 | 4               | 1               |                    | 5                  | 0                  |             | 1           | 0           | 20     | 1      |
| 2005                    | Dinamo Mosca            | PL                      | 27         | 4          | KR              | 4               | 2               | -                  | -                  | -                  | -           | -           | -           | 31     | 6      |
| 2006                    | Dinamo Mosca            | PL                      | 24         | 2          | KR              | 5               | 1               | -                  | -                  | -                  | -           | -           | -           | 29     | 3      |
| 2007                    | Dinamo Mosca            | PL                      | 28         | 5          | KR              | 6               | 0               | -                  | -                  | -                  | -           | -           | -           | 34     | 7      |
| 2008                    | Dinamo Mosca            | PL                      | 18         | 5          | KR              | 1               | 0               | -                  | -                  | -                  | -           | -           | -           | 19     | 5      |
| Totale Dinamo Mosca     | Totale Dinamo Mosca     | Totale Dinamo Mosca     | 97         | 16         |                 | 16              | 3               |                    | -                  | -                  |             | -           | -           | 113    | 19     |
| sett.-nov. 2008         | Zenit                   | PL                      | 10         | 5          | KR              | 0               | 0               | UCL                | 6                  | 2                  | SU          | 1           | 1           | 17     | 8      |
| 2009                    | Zenit                   | PL                      | 8          | 0          | KR              | 0               | 0               | CU                 | 4                  | 0                  | -           | -           | -           | 15     | 0      |
| 2010                    | Zenit                   | PL                      | 27         | 10         | KR+KR           | 3+1             | 0+0             | UCL+UEL            | 4+4                | 1+1                |             | -           | -           | 43     | 13     |
| 2011-2012               | Zenit                   | PL                      | 27         | 9          | KR+KR           | 2+1             | 1+1             | UEL+UCL            | 4+6                | 0+1                | SR          | 1           | 0           | 41     | 12     |
| 2012-2013               | Zenit                   | PL                      | 12         | 2          | KR              | 2               | 0               | UCL+UEL            | 3+4                | 2+0                | SR          | 0           | 0           | 21     | 4      |
| 2013-2014               | Zenit                   | PL                      | 26         | 13         | KR              | 0               | 0               | UCL                | 9                  | 3                  | SR          | 1           | 0           | 36     | 16     |
| 2014-2015               | Zenit                   | PL                      | 28         | 3          | KR              | 0               | 0               | UCL+UEL            | 10+5               | 2+0                | -           | -           | -           | 43     | 5      |
| 2015-2016               | Zenit                   | PL                      | 23         | 6          | KR              | 2               | 0               | UCL                | 8                  | 1                  | SR          | 0           | 0           | 33     | 7      |
| 2016-2017               | Zenit                   | PL                      | 12         | 4          | KR              | 0               | 0               | UEL                | 2                  | 0                  | SR          | 0           | 0           | 14     | 4      |
| Totale Zenit            | Totale Zenit            | Totale Zenit            | 173        | 52         |                 | 11              | 2               |                    | 69                 | 13                 |             | 3           | 1           | 256    | 68     |
| 2017-2018               | Slavia Praga            | 1L                      | 21         | 1          | CC              | 4               | 0               | UCL+UEL            | 3+4                | 0+1                | -           | -           | -           | 32     | 2      |
| 2018-2019               | Marítimo                | PL                      | 13         | 0          | CP+CdL          | 1+2             | 0+0             | -                  | -                  | -                  | -           | -           | -           | 16     | 0      |
| Totale Marítimo         | Totale Marítimo         | Totale Marítimo         | 77         | 6          |                 | 5+2             | 2+0             |                    | -                  | -                  |             | -           | -           | 84     | 8      |
| Totale carriera         | Totale carriera         | Totale carriera         | 405        | 75         |                 | 42              | 8               |                    | 81                 | 14                 |             | 4           | 1           | 532    | 98     |

### Cronologia presenze e reti in nazionale
| Cronologia completa delle presenze e delle reti in nazionale ― Portogallo | Cronologia completa delle presenze e delle reti in nazionale ― Portogallo | Cronologia completa delle presenze e delle reti in nazionale ― Portogallo | Cronologia completa delle presenze e delle reti in nazionale ― Portogallo | Cronologia completa delle presenze e delle reti in nazionale ― Portogallo | Cronologia completa delle presenze e delle reti in nazionale ― Portogallo | Cronologia completa delle presenze e delle reti in nazionale ― Portogallo | Cronologia completa delle presenze e delle reti in nazionale ― Portogallo |
| Data                                                                      | Città                                                                     | In casa                                                                   | Risultato                                                                 | Ospiti                                                                    | Competizione                                                              | Reti                                                                      | Note                                                                      |
| ------------------------------------------------------------------------- | ------------------------------------------------------------------------- | ------------------------------------------------------------------------- | ------------------------------------------------------------------------- | ------------------------------------------------------------------------- | ------------------------------------------------------------------------- | ------------------------------------------------------------------------- | ------------------------------------------------------------------------- |
| 20-8-2008                                                                 | Aveiro                                                                    | Portogallo                                                                | 5 – 0                                                                     | Fær Øer                                                                   | Amichevole                                                                | -                                                                         | 55’                                                                       |
| 10-9-2008                                                                 | Lisbona                                                                   | Portogallo                                                                | 2 – 3                                                                     | Danimarca                                                                 | Qual. Mondiali 2010                                                       | -                                                                         | 72’ 79’                                                                   |
| 11-10-2008                                                                | Solna                                                                     | Svezia                                                                    | 0 – 0                                                                     | Portogallo                                                                | Qual. Mondiali 2010                                                       | -                                                                         | 86’                                                                       |
| 15-10-2008                                                                | Braga                                                                     | Portogallo                                                                | 0 – 0                                                                     | Albania                                                                   | Qual. Mondiali 2010                                                       | -                                                                         | 53’                                                                       |
| 19-11-2008                                                                | Gama                                                                      | Brasile                                                                   | 6 – 2                                                                     | Portogallo                                                                | Amichevole                                                                | 1                                                                         | 21’ 46’                                                                   |
| 11-2-2009                                                                 | Loulé                                                                     | Portogallo                                                                | 1 – 0                                                                     | Finlandia                                                                 | Amichevole                                                                | -                                                                         | 77’                                                                       |
| 28-3-2009                                                                 | Porto                                                                     | Portogallo                                                                | 0 – 0                                                                     | Svezia                                                                    | Qual. Mondiali 2010                                                       | -                                                                         | 66’                                                                       |
| 31-3-2009                                                                 | Losanna                                                                   | Portogallo                                                                | 0 – 2                                                                     | Sudafrica                                                                 | Amichevole                                                                | -                                                                         | 57’                                                                       |
| 24-5-2010                                                                 | Covilhã                                                                   | Portogallo                                                                | 0 – 0                                                                     | Capo Verde                                                                | Amichevole                                                                | -                                                                         | 57’                                                                       |
| 1-6-2010                                                                  | Covilhã                                                                   | Portogallo                                                                | 3 – 1                                                                     | Camerun                                                                   | Amichevole                                                                | -                                                                         | 46’                                                                       |
| 8-6-2010                                                                  | Johannesburg                                                              | Mozambico                                                                 | 0 – 3                                                                     | Portogallo                                                                | Amichevole                                                                | 1                                                                         | 86’                                                                       |
| 15-6-2010                                                                 | Port Elizabeth                                                            | Portogallo                                                                | 0 – 0                                                                     | Costa d'Avorio                                                            | Mondiali 2010 - 1º turno                                                  | -                                                                         | 55’                                                                       |
| 25-6-2010                                                                 | Durban                                                                    | Brasile                                                                   | 0 – 0                                                                     | Portogallo                                                                | Mondiali 2010 - 1º turno                                                  | -                                                                         |                                                                           |
| 29-6-2010                                                                 | Città del Capo                                                            | Portogallo                                                                | 0 – 1                                                                     | Spagna                                                                    | Mondiali 2010 - Ottavi di finale                                          | -                                                                         | 58’                                                                       |
| 3-9-2010                                                                  | Guimarães                                                                 | Portogallo                                                                | 4 – 4                                                                     | Cipro                                                                     | Qual. Euro 2012                                                           | 1                                                                         | 61’                                                                       |
| 7-9-2010                                                                  | Oslo                                                                      | Norvegia                                                                  | 1 – 0                                                                     | Portogallo                                                                | Qual. Euro 2012                                                           | -                                                                         | 72’                                                                       |
| 12-10-2010                                                                | Reykjavík                                                                 | Islanda                                                                   | 1 – 3                                                                     | Portogallo                                                                | Qual. Euro 2012                                                           | -                                                                         | 88’                                                                       |
| 17-11-2010                                                                | Lisbona                                                                   | Portogallo                                                                | 4 – 0                                                                     | Spagna                                                                    | Amichevole                                                                | -                                                                         | 46’                                                                       |
| 9-2-2011                                                                  | Lancy                                                                     | Argentina                                                                 | 2 – 1                                                                     | Portogallo                                                                | Amichevole                                                                | -                                                                         | 60’                                                                       |
| 26-3-2011                                                                 | Leiria                                                                    | Portogallo                                                                | 1 – 1                                                                     | Cile                                                                      | Amichevole                                                                | -                                                                         | 84’                                                                       |
| 29-3-2011                                                                 | Aveiro                                                                    | Portogallo                                                                | 2 – 0                                                                     | Finlandia                                                                 | Amichevole                                                                | -                                                                         |                                                                           |
| 10-8-2011                                                                 | Loulé                                                                     | Portogallo                                                                | 5 – 0                                                                     | Lussemburgo                                                               | Amichevole                                                                | -                                                                         | 34’ 58’                                                                   |
| 2-9-2011                                                                  | Strovolos                                                                 | Cipro                                                                     | 0 – 4                                                                     | Portogallo                                                                | Qual. Euro 2012                                                           | 1                                                                         | 88’                                                                       |
| 6-2-2013                                                                  | Guimarães                                                                 | Portogallo                                                                | 2 – 3                                                                     | Ecuador                                                                   | Amichevole                                                                | -                                                                         | 80’                                                                       |
| 26-3-2013                                                                 | Baku                                                                      | Azerbaigian                                                               | 0 – 2                                                                     | Portogallo                                                                | Qual. Mondiali 2014                                                       | -                                                                         | 73’                                                                       |
| 14-8-2013                                                                 | Loulé                                                                     | Portogallo                                                                | 1 – 1                                                                     | Paesi Bassi                                                               | Amichevole                                                                | -                                                                         | 64’                                                                       |
| 11-10-2014                                                                | Saint-Denis                                                               | Francia                                                                   | 2 – 1                                                                     | Portogallo                                                                | Amichevole                                                                | -                                                                         | 84’                                                                       |
| 14-10-2014                                                                | Copenaghen                                                                | Danimarca                                                                 | 0 – 1                                                                     | Portogallo                                                                | Qual. Euro 2016                                                           | -                                                                         | 78’                                                                       |
| 14-11-2014                                                                | Loulé                                                                     | Portogallo                                                                | 1 – 0                                                                     | Armenia                                                                   | Qual. Euro 2016                                                           | -                                                                         | 69’ 70’                                                                   |
| 18-11-2014                                                                | Manchester                                                                | Argentina                                                                 | 0 – 1                                                                     | Portogallo                                                                | Amichevole                                                                | -                                                                         | 46’                                                                       |
| 29-3-2015                                                                 | Lisbona                                                                   | Portogallo                                                                | 2 – 1                                                                     | Serbia                                                                    | Qual. Euro 2016                                                           | -                                                                         | 86’                                                                       |
| 13-6-2015                                                                 | Erevan                                                                    | Armenia                                                                   | 2 – 3                                                                     | Portogallo                                                                | Qual. Euro 2016                                                           | -                                                                         | 63’                                                                       |
| 4-9-2015                                                                  | Lisbona                                                                   | Portogallo                                                                | 0 – 1                                                                     | Francia                                                                   | Amichevole                                                                | -                                                                         | 79’                                                                       |
| 7-9-2015                                                                  | Elbasan                                                                   | Albania                                                                   | 0 – 1                                                                     | Portogallo                                                                | Qual. Euro 2016                                                           | -                                                                         | 76’                                                                       |
| 8-10-2015                                                                 | Braga                                                                     | Portogallo                                                                | 1 – 0                                                                     | Danimarca                                                                 | Qual. Euro 2016                                                           | -                                                                         | 76’                                                                       |
| 11-10-2015                                                                | Belgrado                                                                  | Serbia                                                                    | 1 – 2                                                                     | Portogallo                                                                | Qual. Euro 2016                                                           | -                                                                         | 42’ 57’                                                                   |
| 25-3-2016                                                                 | Leiria                                                                    | Portogallo                                                                | 0 – 1                                                                     | Bulgaria                                                                  | Amichevole                                                                | -                                                                         | 65’                                                                       |
| 29-3-2016                                                                 | Leiria                                                                    | Portogallo                                                                | 2 – 1                                                                     | Belgio                                                                    | Amichevole                                                                | -                                                                         | 87’                                                                       |
| Totale                                                                    |                                                                           | Presenze                                                                  | 38                                                                        |                                                                           | Reti                                                                      | 4                                                                         |                                                                           |

## Palmarès

### Club

#### Competizioni nazionali
- Supercoppa di Portogallo: 1

Sporting Lisbona: 2002
- Coppa di Russia: 2

Zenit San Pietroburgo: 2009-2010, 2015-2016
- Campionato russo: 3

Zenit San Pietroburgo: 2010, 2011-2012, 2014-2015
- Supercoppa di Russia: 3

Zenit: 2011, 2015, 2016
- Coppa della Repubblica Ceca: 1

Slavia Praga: 2017-2018

#### Competizioni internazionali
- Supercoppa UEFA: 1

Zenit San Pietroburgo: 2008

### Individuale
- Calciatore russo dell'anno: 1

2010